# Éric Stauffer
Éric Stauffer, nacido el 24 de octubre de 1964 es un político y empresario suizo, originario de la comuna de Homberg.

## Biografía
Fue alcalde de la ciudad de Onex y es diputado del Cantón de Ginebra.

## Publicación
- Même pas peur, subtítulo De la prison au pouvoir, autobiografía, 2018.